# الطريق الأوروبي E19
الطريق الأوروبي E19 هو طريق أوروبي طوله 551 كيلومتر (342 ميل). يربط هولندا بفرنسا عبر بلجيكا.